# Commercio internazionale
Il commercio internazionale è un tipo di commercio, ossia uno scambio di capitale, merce o servizi che si effettua attraverso i confini internazionali. Nella maggior parte dei Paesi, questo tipo di commercio rappresenta una quota significativa del PIL.

## Descrizione
Il commercio internazionale fornisce globalmente ai consumatori e alle nazioni la possibilità di essere esposti a nuovi mercati e prodotti. Quasi ogni tipo di prodotto può essere commercializzato sul mercato internazionale: cibo, vestiti, gioielli, valute, azioni, prodotti di industria. Il prodotto che viene venduto nel mercato globale rappresenta una esportazione, mentre quello che viene acquistato dal mercato globale è una importazione. Sia le esportazioni che le importazioni sono contabilizzate nel bilancio di un Paese nota come bilancia commerciale.
L'importanza del commercio internazionale è notevolmente aumentata negli ultimi secoli, avendo forti impatti sulla società, sull'economia e sulla politica. Questo è successo per merito dell'industrializzazione, della tecnologia avanzata nel settore dei trasporti, della globalizzazione, delle multinazionali e dell'esternalizzazione, tutti fattori che hanno contribuito in maniera determinante all'aumento del commercio internazionale. Senza questi fattori e quindi senza il commercio internazionale, il commercio in una nazione sarebbe limitato ai beni e prodotti della stessa nazione, quindi limitato al cosiddetto commercio interno.
La differenza tra i due tipi di commercio è che quello internazionale è generalmente più costoso, il che deriva dall'imposizione di tariffe o costi aggiuntivi connessi alle differenze tra Paesi come cultura o sistema giuridico.
Un'altra differenza è che i fattori produttivi come il lavoro o il capitale sono più mobili all'interno di un Paese che in due o più Paesi.
Il commercio internazionale è un ramo dell'economia che, insieme alla finanza internazionale, costituisce un ramo più ampio chiamato economia internazionale.

## Strozzature
Al 2024, più del 50% delle aree strategiche è a rischio di conflitto. In breve tempo, potrebbe essere fermato l'80% dei traffici marittimi globali.
Le strozzature planetarie sono 13, 8 delle quali davvero strategiche. Esse sono: il Canale di Suez, tra Mediterraneo e Mar Rosso, il Canale di Panama, che divide in due l’America centrale, lo Stretto di Malacca, nel sud est asiatico, lo Stretto di Hormuz, fra Golfo Persico e Golfo di Oman, lo Stretto di Gibilterra, di passaggio tra il Mar Mediterraneo e l’oceano Atlantico, l’accoppiata Bosforo e Dardanelli, che consente il collegamento tra Mediterraneo e Mar Nero, lo Stretto di Bab-el-Mandeb, tra Mar Rosso e Golfo di Aden e il Capo di Buona Speranza, sulla punta meridionale dell’Africa. Esistono poi choke point secondari, come la rotta artica e lo Stretto di Sicilia, ultimamente molto frequentato dai russi.